# Eusthenomus
Eusthenomus is een kevergeslacht uit de familie van de boktorren (Cerambycidae). De wetenschappelijke naam van het geslacht werd voor het eerst geldig gepubliceerd in 1875 door Bates.

## Soorten
Eusthenomus omvat de volgende soorten:
- Eusthenomus hopei Lane, 1970
- Eusthenomus laceyi Lane, 1970
- Eusthenomus wallisi Bates, 1875